# Juan Bros
Juan Joaquín Pedro Domingo Bros Bertomeu (Tortosa, 12 de mayo de 1776-Oviedo, 12 de marzo de 1852) fue maestro de capilla y compositor español. Fue uno de los compositores de música religiosa más importantes del siglo XIX, con una obra muy abundante, que se inicia en el lenguaje barroco y acaba siendo un modelo del clasicismo español.

## Vida
Pertenecía a una familia modesta, y sus primeros estudios musicales los cursó como infante del coro de la Catedral de Tortosa, en la que había sido bautizado. Tiempo después, se trasladó a Barcelona, donde fue discípulo de Francisco Queralt (1740-1825), maestro de capilla catedralicio. Aunque joven, obtuvo, por oposición, el puesto de segundo maestro de capilla de la basílica parroquial de Santa María del Mar, en Barcelona. Gracias a este proceso, inició sus actividades como compositor. En 1801 había recibido la primera tonsura.

### Magisterio en León
En 1806 consiguió la plaza de maestro de capilla de la Catedral de León. Las oposiciones se habían hecho por envía de las composiciones en las que Bros superó al otro candidato, Francisco Viñals. En octubre de ese año se desplazó a León y esas navidades ya se encargó de las composiciones necesarias. El cabildo le asignó un salario de 1500 reales y en 1807 se le concedió el uso de «capa de coro», que se le retiró poco después. Parece que tuvo algunos problemas en León, documentándose una disputa con el organista Jacinto de la Caenlla y se le negó una ausencia para ir a Oviedo a «evacuar gravísimos negocios». Partió a Oviedo aún sin permiso y fue multado por ello.
Su descontento se mostró en la búsqueda de otros cargos, lo que consiguió con la vacante de maestro de capilla de la Catedral de Málaga en abril de 1807. Ganó la plaza por 11 votos frente a los 2 conseguidos por Luis Blasco, maestro de Zamora, de entre 19 candidatos que se habían presentado. Tomó posesión del cargo por poderes y parece que nunca llegó a ocuparlo de forma efectiva. El maestro Bros renunció al cargo en 1809, tras casarse con la asturiana María Dolores Cónsul Villar y el cabildo no acceder a secularizar la ración del maestro de capilla. Le sucedió Luis Blasco en el magisterio. En 1807 también se ofreció a ir de maestro de capilla a la Catedral de Lima, en Perú, pero sin éxito.
Permaneció por tanto en la Catedral de León, donde pasaría la invasión francesa y la ocupación por las tropas napoleónicas, con dos ausencias en 1811 y 1813 en Oviedo. En 1814 se le encargó un plan para la restauración de la capilla de música de la Catedral. El 11 de agosto de 1815, tras el fallecimiento del maestro Juan Pérez, consiguió el magisterio de la Catedral de Oviedo, cargo al que renunció el 23 de agosto. Su relación con Oviedo continuaría no solo por ser la familia de su esposa de allí, sino que Bros parece haber tenido terrenos allí.

Se leyó un memorial de son Juan Bros, maestro de capilla, en que da parte de haber sido nombrado para magisterio de la Santa Iglesia de Oviedo y que no tomará posesión si tuviese el tiempo preciso para ir a cuidar a sus haciendas. En su vista se le concedieron cinquenta días cada año de gracia, dejando en ellos persona que cumpla con sus deberes y con la condición de que asista a las principales funciones que serán asignadas por el Sr. Mtro. de ceremonias.
Actas capitulares de la Catedral de León, 1815

Los problemas económicos durante el Trienio Liberal llevaron a la Catedral de León a desmantelar la capilla de música en 1822: no había dinero para pagar a los músicos. «Hice saber a don Juan Bros, maestro de capilla, el acuerdo sobre suspensión de sueldo desde 1° de junio en su persona, doi fe». Tras finalizar su trayectoria como maestro de capilla en León, Bros permaneció en la ciudad como regidor municipal. Había sido nombrado regidor el 24 de marzo de 1820, siendo designado «comisario para el estado eclesiástico». Es probable que no terminase su periodo, puesto que en diciembre de 1821 deja de ser mencionado en las actas. Su carrera política sin duda no mejoró sus relaciones con el cabildo catedralicio, más bien todo lo contrario. Cuando en 1826 Bros solicitó retornar a su cargo de maestro de capilla en León, se generó un gran pleito con el cabildo que llegó al Tribunal de la Rota y que Bros acabó perdiendo en 1829. Finalmente Bros tuvo que pagar las costas —«este pleito cuyos gastos son cuantiosos»— en forma de fincas de su propiedad.
Pedrell hacía una descripción positiva del carácter del maestro:

Don Juan Bros no era precisamente un maestro de los que no tienen más conocimientos ni recursos que la música. Era hombre du una educación esmerada y muy distinguida, de una capacidad nada común, de trato afable y bondadoso y de una honradez y pureza que le hacían brillar entre sus amigos; cualidades que le sirvieron para conquistarse un elevado puesto en la sociedad, como comprueba el haber sido nombrado dos veces regidos del Ayuntamiento de León, precisamente en el período más difícil de nuestra historia constitucional, como lo comprueba, asimismo, el haber desempeñado comisiones de suma importancia en el mencionado cargo, y en las que demostraba su prudencia, su tino y su talento, y como lo comprueba, en fin, el haber sido individuo de la Sociedad de Amigos del País de Asturias.

### Magisterio en Oviedo
Su actividad musical es desconocida en los años siguientes, en los que sin duda se dedicó a sus negocios en Asturias. En 1935 se presentó a las oposiciones para el magisterio de la Catedral de Oviedo, que fueron polémicas, como señala Pedrell: «[...] maquiavélicas intrigas que contra Bros se habían movido». Sin embargo, Bros ganó por trece votos a favor, frente a los dos de Bonifacio Manzano, por lo que Bros fue nombrado para el magisterio el 27 de agosto de 1835.
Bros inició su actividad con entusiasmo, tratando de restaurar el prestigio anterior, pero el 16 de agosto de 1837 la capilla de música entró en crisis por falta de dinero: «Se hará entender al maestro de capilla don Juan Bros que [...] el Cabildo no puede obligarse ni se obliga a darle otra dotación que la que el Gobierno señala a su destino; y que si quedase suprimido, igualmente lo queda aquélla». La puntilla de gracia llegó en 1839 con la desamortización, cuando se eliminaron los diezmos. En 1940 solo quedaban un organista, dos bajones, un chirimía y dos violines, además del maestro de capilla, que cobraba 12 000 reales, como un canónigo. En 1842 se suprimió la capilla definitivamente de forma oficial, aunque los esfuerzos personales de algunas personas permitieron que siguiera existiendo. El maestro Bros vivió esos años en la penuria, aunque no disminuyó producción musical.
El maestro Bros falleció en Oviedo, en el cargo, el 12 de marzo de 1852. Los escritos posteriores hablan de una edad dorada gracias a su magisterio, a pesar de las penurias económicas. Fueron discípulos suyos Alejandro Jove y Puerta y José Higinio Fernández, que contribuyeron de forma notable en la formación musical de la burguesía ovetense.

## Obra
Un catálogo realizado por Raúl Arias localiza 134 partituras en Oviedo, de las que la gran mayoría están perdidas. Solo se conservan dos obras parciales.
Escribió un poema sinfónico titulado El Juicio Universal, publicado en 1854. Saldoni menciona tres misereres y lamentaciones compuestas en León, el Te Desum, Oficio de difuntos y otro Miserere escrito en Oviedo como sus mejores obras.